# ヒッチェンズの剃刀
ヒッチェンズの剃刀は特定の知識の主張を拒否するための一般規則として機能する認識論的な剃刀である。それは「証拠なしの主張は証拠なしに棄却できる」と述べている。この剃刀は作家でジャーナリストのクリストファー・ヒッチェンズ (1949–2011)によって作成され、後にその名にちなんで名付けられた。これは主張の真実性に関する証明責任はその主張をする側にあることを意味する。もしこの責任が果たされないのであれば、その主張は根拠がなく、反対派はそれを退けるためにそれ以上議論する必要はない。ヒッチェンズはこのフレーズを、特に宗教的信念に対する反論という文脈で用いた。